# 瑪麗亞·娜加婭
瑪麗亞·費奧多羅芙娜·娜加婭（俄语：Мария Фёдоровна Нагая，?—1611年），俄羅斯沙皇伊凡四世第八任（或說第六任）也是最後一任妻子，有著「察麗撒」的頭銜。由於俄羅斯東正教最多只會認可三次婚姻，因此她和伊凡四世的婚姻並未受教會認可。

## 生平

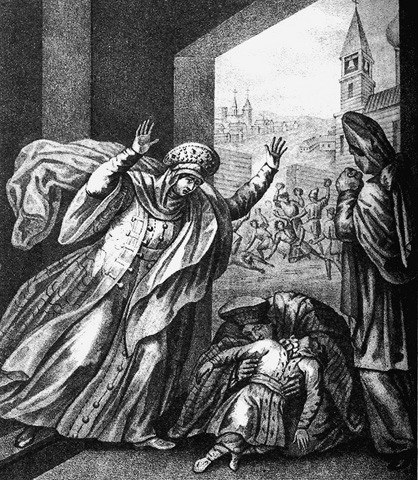
衝向德米特里亡骸的瑪麗亞·娜加婭

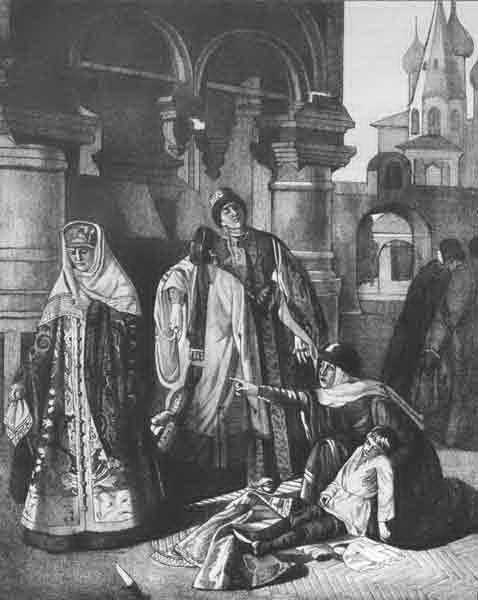
抱著德米特里屍首的瑪麗亞

瑪麗亞於1581年嫁給伊凡四世，瑪麗亞的父親是費奧多爾·納戈伊（Feodor Nagoy），叔叔則是俄羅斯駐克里米亞大使阿法納西·納戈伊（Afanasy Nagoy），也是沙皇的得力助手，而這點顯然對這場婚姻的促成有所貢獻。
結婚一年後，她生下一個兒子德米特里·伊萬諾維奇。就在這一年（1582），伊凡四世向英國女皇伊莉莎白一世提議要娶女皇的親戚瑪麗·黑斯廷斯（Mary Hastings）為妻，並與現任的瑪麗亞·娜加婭離婚，但這些計劃從未實現。
1584年，伊凡四世駕崩，在其遺囑中沒有留給瑪麗亞任何財產，不過有將一塊土地（烏格里奇）留給他們的兒子德米特里·伊萬諾維奇繼承，這塊土地上的收入歸德米特里所有。瑪麗亞和她的兒子都被安置在波雅爾們的監護下生活。雖然由鮑里斯·戈東諾夫所領導的新攝政政權提供了瑪麗亞一些津貼，但她和她的兒子、兄弟們還是被趕出宮廷與首都，並在德米特里的封地烏格里奇落腳。
1591年，年僅8歲的德米特里在烏格里奇離奇死亡。沙皇戈東諾夫派遣當時還只是其部下的瓦西里四世前往調查德米特里的死因，經過調查後，瓦西里宣稱德米特里是意外死亡。然而，民間卻流傳著其實是戈東諾夫派人暗殺小皇子的謠言，且瑪麗亞和她的兄弟們都支持這個流言。此外，她們也支持在烏格里奇當地發生的暴動，包括一場對戈東諾夫位於烏格里奇的舊宅（戈東諾夫還只是波雅爾時居住的地方）的攻擊行動。接著她們就被叫到莫斯科去，並且在那被指控為「過失犯」。結果導致瑪麗亞被迫接受剃髮禮，出家成為修女，並被流放到一處偏遠的修道院。而她的兄弟們則被關押起來。
1604年，有傳聞指出瑪麗亞和冒充為她兒子的偽德米特里會面，且因此被戈東諾夫叫去問話，但她否認有見過偽德米特里，並在問話結束後被送回修道院。1605年，在偽德米特里一世於莫斯科登基後，瑪麗亞承認其就是自己的親生兒子德米特里，並回到了莫斯科。她原本被關押的親戚們都被釋放，且恢復他們先前的地位，並歸還他們被沒收的財產。
1606年，偽德米特里一世派人挖出烏格里奇的德米特里的遺體，並將其帶往莫斯科，想藉此證明這是另一個人，而不是德米特里·伊萬諾維奇的屍體。然而，這樣的行為觸犯了瑪麗亞，並在波雅爾們的支持下和偽德米特里一世斷絕關係，從而影響到了偽德米特里一世作為沙皇的合法性。在偽德米特里一世死去後，瑪麗亞被允許短暫滯留莫斯科以參加其子遺體的重新埋葬儀式，之後她便回到了修道院。
有關瑪麗亞·娜加婭的死亡年份眾說紛紜，有1608年、1610年、1612年等不同說法，然而根據保存在克里姆林宮中的墓碑上的記述，瑪麗亞應是在1611年死亡。

## 腳註

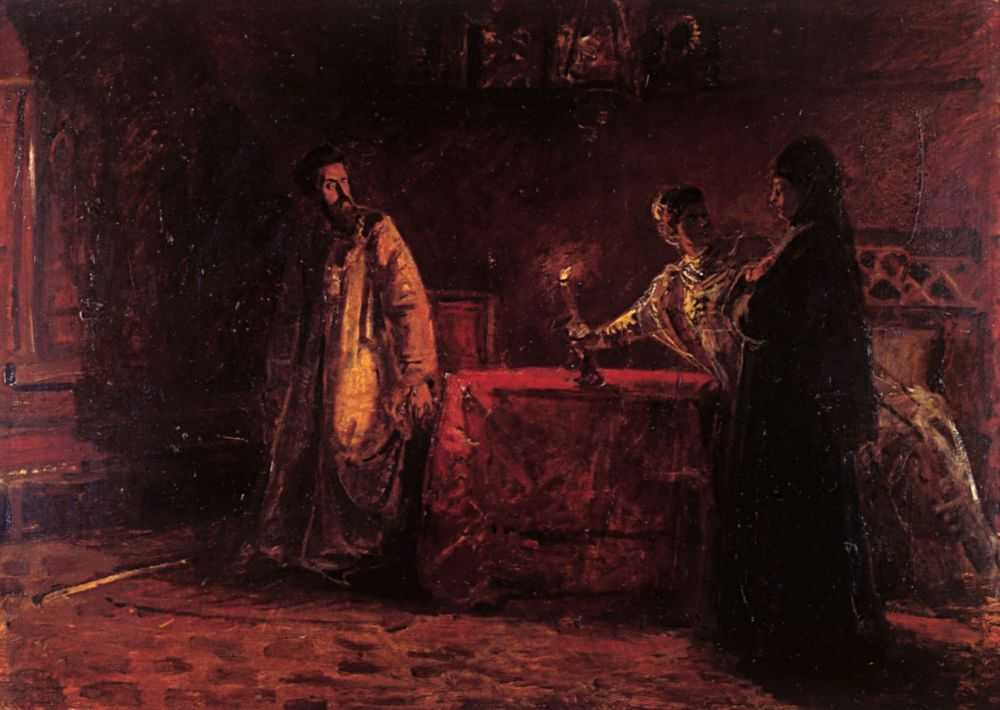
《沙皇鮑里斯與察麗撒瑪莎》，繪於1874年，描繪出瑪麗亞因偽德米特里而被戈東諾夫叫去問話的場景

1. ↑  因為前兩任的瑪麗亞·多爾戈茹卡亞（英语：Maria Dolgorukaya）和瓦西麗莎·梅倫捷娃有可能是後人捏造，實際上可能並不存在
2. ↑  察麗撒（Tsaritsa）是給予女性專制君主，或是沙皇妻子的頭銜

## 延伸閱讀
- 瓦西麗莎·梅倫捷娃